# David Bowe
David Bowe (Los Angeles, 4 gennaio 1964) è un attore statunitense.
È conosciuto soprattutto per essere apparso nel film UHF - I vidioti (1989). In seguito Bowe cominciò a interpretare ruoli minori in film come Codice d'onore, Made in America, The Rock e Derby in famiglia. In televisione è apparso in un episodio di La tata e in un episodio di Willy, il principe di Bel Air.

## Filmografia parziale

### Cinema
- Sulla cresta dell'onda (Back to the Beach) (1987)
- UHF - I vidioti (UHF), regia di Jay Levey (1989)
- Le avventure di Ford Fairlane (The Adventures of Ford Fairlane), regia di Renny Harlin (1990)
- Air America, regia di Roger Spottiswoode (1990)
- I guerrieri della strada (Masters of Menace), regia di Daniel Raskov (1990)
- Giorni di gloria... giorni d'amore (For the Boys), regia di Mark Rydell (1991)
- Codice d'onore (A Few Good Men), regia di Rob Reiner (1992)
- Made in America, regia di Richard Benjamin (1993)
- Freaked - Sgorbi (Freaked), regia di Tom Stern e Alex Winter (1993)
- Malice - Il sospetto (Malice), regia di Harold Becker (1993)
- Pesi massimi (Heavy Weight), regia di Steven Brill (1995)
- The Rock, regia di Michael Bay (1996)
- Il rompiscatole (The Cable Guy), regia di Ben Stiller (1996)
- Ombre aliene (The Shadow Men), regia di Timothy Bond (1998)
- Una scatenata dozzina (Cheaper by the Dozen), regia di Shawn Levy (2003)
- Derby in famiglia (Kicking & Screaming), regia di Jesse Dylan (2005)
- Transformers - La vendetta del caduto (Transformers: The Revenge of the Fallen), regia di Michael Bay (2009)
- Rubber, regia di Quentin Dupieux (2010)

### Televisione
- Autostop per il cielo (Highway to Heaven) - serie TV, 1 episodio (1986)
- Casa Keaton (Family Ties) - serie TV, 1 episodio (1989)
- Willy, il principe di Bel-Air (The Fresh Prince of Bel-Air) - serie TV, episodio 5x02 (1994)
- La tata (The Nanny) - serie TV, 1 episodio (1995)
- L'uomo sbagliato (Sleeping with the Devil) - film TV (1997)
- Star Trek: Deep Space Nine - serie TV, episodio 6x17 (1998)
- Un caso senza soluzione (Mistery Woman) - film TV (2003)
- E.R. - Medici in prima linea (ER) - serie TV, 1 episodio (2008)
- Castle – serie TV, episodio 2x01 (2009)
- Grey's Anatomy - serie TV, episodio 6x05 (2009)
- S.W.A.T. - serie TV, episodio 4x06 (2017)

## Doppiatori italiani
Nelle versioni in italiano delle opere in cui ha recitato, David Bowe è stato doppiato da:
- Gaetano Varcasia in Made in America
- Lorenzo Macrì in X-Files
- Oliviero Dinelli in Cold Case - Delitti irrisolti
- Massimo De Ambrosis in Criminal Minds
- Gianluca Machelli in Dr. House - Medical Division
- Nino D'Agata in CSI - Scena del crimine
- Valerio Sacco in E.R. - Medici in prima linea
- Manfredi Aliquò in Grey's Anatomy
- Ambrogio Colombo in The Mentalist
- Andrea Lavagnino in Mad Men
- Alberto Caneva in Castle
- Edoardo Nordio in Bones
- Saverio Indrio in S.W.A.T.
- Gino Manfredi in Winning Time - L'ascesa della dinastia dei Lakers
- Antonio Angrisano in Dahmer - Mostro: la storia di Jeffrey Dahmer